# Castello di Castelnovo
Das Castello di Castelnovo ist eine mittelalterliche Höhenburg in Castelnovo, einem Ortsteil der Gemeinde Borgonovo Val Tidone in der italienischen Region Emilia-Romagna. Das Gebäude liegt in dominanter Lage über der Siedlung im unteren Tidonetal an der ehemaligen Staatsstraße „SS 412 della Val Tidone“.

## Geschichte
Die erste Festung an dieser Stelle stammte vom Beginn des 12. Jahrhunderts. Dort weilte vermutlich Friedrich Barbarossa 1155 während einer Reise, die ihn von Pavia nach Mittelitalien geführt haben muss. Die Festung lag etwas südlicher der heutigen Burg, wie die Funde einiger quadratischer Steinblöcke bezeugen, die bei Feldarbeiten aufgefunden wurden.
1215 wurde die Burg von den Truppen Pavias in Brand gesteckt und zerstört. Sie griffen Castelnovo und andere Zentren im Tal an, nachdem sie den Po in der Nähe von Arena Po überquert und von einem Angriff auf das von einer starken Garnison geschützte Borgonovo abgesehen hatten. Die Anlage wurde dann 1242 von den Streitkräften des Königs Enzio von Sardinien erneut schwer in Mitleidenschaft gezogen. Infolge der bei den Angriffen erlittenen schweren Schäden, wurde der ursprüngliche Bau später in einen Wohnburg mit Kapelle, die später zur Pfarrkirche erhoben wurde, umgebaut. Die Burgkapelle wurde im Frühjahr 1898 durch einen Erdrutsch zerstört.
Die neue Burg, von der die Siedlung ihren Namen erhielt, wurde um 1300 in erhöhter Lage errichtet, die die Kontrolle der Straße erlaubte, die das Val Tidone durchzieht. 1412 überantwortete der Herzog von Mailand, Filippo Maria Visconti die Grafschaft Valtidone den Brüdern Bartolomeo und Filippo Arcelli; sie bestand aus weiten Gebieten entlang des Laufs des Tidone, darunter auch Castelnovo. Ende des 15. Jahrhunderts befand sich die Burg im Besitz der Dal Pozzo, die 1496 die Hälfte der Festung an Alessandro Marazzini verkauften, wobei sie sich aber die Möglichkeit des Rückkaufs offenhielten.
1575 wurde die Burg vom Herzog von Parma und Piacenza, Ottavio Farnese, an den Grafen Emilio dal Pozzo übergeben, dessen Vater Barnaba sich nach der tödlichen Verschwörung gegen den Herzog Pier Luigi II. Farnese, um den Leichnam des Herzogs gekümmert hatte. Zusammen mit der Burg erhielten die Dal Pozzo auch das Recht den Namen Farnese an ihren Familiennamen anzufügen. Als die Burg teilweise in den Besitz der Familie Marazzani übergegangen war, wurde sie nach erhaltener Zustimmung ab 1683 teilweise umgebaut. 1773 weilte die Gemahlin des Herzogs von Parma, Maria Amalia von Österreich, während Anfang des folgenden Jahrhunderts die Herzogin von Parma, Piacenza und Guastalla, Marie-Louise von Österreich, dort weilte. Anlässlich ihres Besuches wurde die zur Festung führende Allee eingeweiht.
Um die Mitte des 19. Jahrhunderts übernahmen die Marazzanis von der in Ungnade gefallenen Familie Dal Pozzo das gesamte Anwesen. Später geriet die Burg in den Besitz der Markgräfin Mary O’Neil Wickersham, deren Tochter Katie später den Grafen Camillo Nasalli Rocca heiratete. 1932 fiel die Burg an den Fürsten Gerolamo de Ferrari aus Genua, der 1936 eine Reihe von Restaurierungsarbeiten unter der Leitung des Bauingenieurs Giuseppe Crosa und des Architekten Carlo Astorri einleitete.

## Beschreibung
Die Burg, die fast vollständig aus Ziegelmauerwerk errichtet wurde, liegt in der Mitte eines großen Parks und ist durch einen trapezförmigen Grundriss mit drei Rundtürmen gekennzeichnet. Warum am südlichen Eckpunkt kein vierter Turm errichtet wurde, ist unbekannt. Sowohl die Kurtine als auch die Türme zeigen eine gegenüber der Ebene des Burggrabens stark angehobene Anschrägung; letzterer war ursprünglich mit Wasser gefüllt und wurde später eingeebnet. Auf der Längsseite liegt der Eingang über eine Zugbrücke, über dem ein niedriger, rechteckiger Turm mit Zinnen sitzt. Oben auf dem Turm ist ein Umgang, gestützt von Konsolen, ebenfalls in Ziegelbauweise, angebracht. Der Baustil des Turms erinnert an den lombardischer Türme aus der Zeit der Sforza.
Wenn man die Zugbrücke überschritten hat, gelangt man in einen Hof, in dem ein Brunnen aus Travertin und Gusseisen steht. Im Inneren der Burg gibt es zahlreiche Räume, von denen einige mit Kassettendecken versehen und mit Fresken verziert sind. Im Nordflügel, an dem in der Spätrenaissance Arbeiten durchgeführt wurden, finden sich eine Loggia mit vier Bögen und eine große Treppe, die den Zugang zum Piano nobile vermittelt.
In der Nähe der Burg liegt das Oratorium, in dessen Innerem ein Fresko der Madonna mit dem heiligen Rochus und dem heiligen Sebastian erhalten ist, die von den Einwohnern der Gegend verehrt werden.